# Ignazio Fabra
Ignazio Fabra (* 25. April 1930 in Palermo; † 13. April 2008 in Genua) war ein italienischer Ringer. Er war zweimaliger Silbermedaillengewinner bei Olympischen Spielen und Weltmeister 1955 im Fliegengewicht, griechisch-römischer Stil.

## Werdegang
Ignazio Fabra begann als Jugendlicher mit dem Ringen. Da Ignazio Fabra taubstumm war, ist es umso bewundernswerter, mit welcher Zähigkeit und Energie sich das Temperamentbündel in die italienische Spitzenklasse und später auch in die Weltklasse der Ringer im griechisch-römischen Stil kämpfte. Fabra kämpfte während seiner ganzen Laufbahn in der leichtesten Gewichtsklasse, dem Fliegengewicht (bis 52 kg Körpergewicht). 1950 wurde er erstmals italienischer Meister im Fliegengewicht. Seinen ersten Start bei internationalen Meisterschaften absolvierte er bei den Olympischen Spielen 1952 in Helsinki im Fliegengewicht im griechisch-römischen Stil. Er erzielte dort sieben Siege und unterlag erst im Finale dem sowjetischen Ringer Boris Gurewitsch. Die Silbermedaille war der Lohn für seine guten Leistungen.
Bei der Weltmeisterschaft im nächsten Jahr in Neapel erzielte Fabra zunächst einen Sieg über den Olympiasieger von 1948 Lennart Viitala aus Finnland, unterlag aber dann dem starken Türken Ahmet Bilek und erneut gegen Boris Gurewitsch und musste schon nach der dritten Runde ausscheiden.
Bei der Weltmeisterschaft 1955 in Karlsruhe gelang Fabra dann der ganz große Triumph. Mit sechs sicheren Siegen wurde er in überlegenem Stil Weltmeister. Unter den von ihm besiegten Ringern waren u. a. der deutsche Meister Heinrich Weber, Hüseyin Akbaş aus der Türkei und Nail Garajew aus der Sowjetunion.
Natürlich wollte Fabra bei den Olympischen Spielen 1956 in Melbourne die Goldmedaille gewinnen. Es schien auch so als ob dieses Vorhaben gelingen sollte, denn er gewann seine ersten vier Kämpfe, traf dann aber auf einen neuen sowjetischen Ringer, Nikolai Solowjow, der ihn nach Punkten besiegte. Für Fabra blieb so wieder nur die Silbermedaille.
Nachdem Fabra an der Weltmeisterschaft 1958 in Budapest wegen Verletzung nicht teilnehmen konnte, nahm er bei den Olympischen Spielen 1960 in Rom seinen dritten Anlauf zum Olympiasieg. Es gelang ihm aber wieder nicht das Turnier zu gewinnen. Diesmal scheiterte er an Dumitru Pârvulescu aus Rumänien, den er vorher schon mehrmals besiegt hatte. Letztlich blieb ihm der 5. Platz.
1962 in Toledo/USA und 1963 in Helsingborg wurde Fabra, der unermüdlich war, noch zweimal Vizeweltmeister im Fliegengewicht. 1964 rang Ignazio Fabra in drei Länderkämpfen gegen die Sowjetunion gegen den Olympiasieger von 1960 Oleg Karawajew zweimal unentschieden und besiegte diesen einmal nach Punkten. 1964 unternahm er in Tokio seinen vierten und letzten Anlauf auf die olympische Goldmedaille und dieses Mal war es Rolf Lacour aus Köllerbach, der ihm durch einen Sieg über ihn dieses Vorhaben vermasselte, nachdem Fabra schon den sowjetischen Favoriten Armais Sajadow geschlagen hatte. Fabra musste mit dem undankbaren 4. Platz zufrieden sein.
Nach der Weltmeisterschaft 1965 in Tampere, bei der er den 7. Platz belegt hatte, beendete Fabra seine große und erfolgreiche Laufbahn als Ringer.

## Internationale Erfolge
| Jahr | Platz  | Wettbewerb                | Gewichtsklasse | Ergebnisse |
| 1952 | Silber | OS in Helsinki            | Fliegen        | mit Siegen über Edmond Faure, Frankreich, Mahmoud Fawzi, Ägypten, Bengt Johansson, Schweden, Dumitru Pârvulescu, Rumänien und Leo Honkala, Finnland und einer Niederlage gegen Boris Gurewitsch, Sowjetunion |
| 1953 | 7.     | WM in Neapel              | Fliegen        | mit einem Sieg über Lennart Viitala, Finnland und Niederlagen gegen Ahmet Bilek, Türkei und Boris Gurewitsch                                                                                                 |
| 1955 | 1.     | WM in Karlsruhe           | Fliegen        | mit Siegen über Heinrich Weber (Ringer, 1923), Bundesrepublik Deutschland, Hans Eriksen, Norwegen, Lubomir Brussew, Bulgarien, Hüseyin Akbaş, Türkei, Reijo Nykänen, Finnland und Nail Garajew, UdSSR        |
| 1956 | 6.     | Welt-Cup in Istanbul      | Bantam         | nach Siegen über Michel Nakovzi, Libanon und Imre Hódos, Ungarn und einer Niederlage gegen Boris Gurewitsch                                                                                                  |
| 1956 | Silber | OS in Melbourne           | Fliegen        | mit Siegen über John Richard Wilson, USA, Dursun Ali Eğribaş, Türkei, István Baranya, Ungarn und Dumitru Pârvulescu und einer Niederlage gegen Nikolai Solowjow, UdSSR                                       |
| 1958 | 1.     | Intern. Turnier in Udine  | Fliegen        | vor Borivoje Vukov, Jugoslawien und Erwin Trouvain, Bundesrepublik Deutschland |
| 1959 | 1.     | Intern. Turnier in Savona | Fliegen        | vor Erwin Trouvan, Karakalais, Türkei und Tatas, Frankreich |
| 1960 | 5.     | OS in Rom                 | Fliegen        | mit Siegen über Maurice Mewis, Belgien, Fritz Stange, Bundesrepublik Deutschland, Takashi Hirata, Japan, einem Unentschieden gegen Bengt Frännfors, Schweden und einer Niederlage gegen Dumitru Pârvulescu   |
| 1962 | 2.     | WM in Toledo/USA          | Fliegen        | mit Siegen über Ahmet Nahle, Libanon, Kōji Sakurama, Japan, John Richard Wilson und Burhan Bozkurt, Türkei und einer Niederlage gegen Sergei Rybalko, UdSSR                                                  |
| 1963 | 2.     | WM in Helsingborg         | Fliegen        | mit Siegen über Rudolf Krenger, Schweiz und Ahmet Bilek, einem Unentschieden gegen Sergei Rybalko und Niederlagen gegen Angel Keresow, Bulgarien und Borivoje Vukov                                          |
| 1964 | 4.     | OS in Tokio               | Fliegen        | mit Siegen über Risto Björlin, Finnland, Fouad Ali, Ägypten und Armais Sajadow, UdSSR und einer Niederlage gegen Rolf Lacour, Bundesrepublik Deutschland                                                     |
| 1965 | 7.     | WM in Tampere             | Fliegen        | mit Siegen über Reino Salimäki, Finnland und A. Abdallah, Frankreich und Niederlagen gegen Rolf Lacour und Gheorghe Stoiciu, Rumänien                                                                        |

## Italienische Meisterschaften
Ignazio Fabra wurde zehnmal italienischer Meister im Fliegengewicht, griechisch-römischer Stil
Erläuterungen
- alle Wettkämpfe im griechisch-römischen Stil
- OS = Olympische Spiele, WM = Weltmeisterschaft
- Europameisterschaften (EM) wurden von 1950 bis 1965 nicht ausgetragen
- Weltmeisterschaften wurden von 1950 bis 1959 in turnusmäßigem Wechsel der Stilarten ausgetragen, seit 1961 dann jährlich in beiden Stilarten
- Fliegengewicht, damals bis 52 kg, Bantamgewicht bis 57 kg Körpergewicht